# Fy katten, Sune
Fy katten, Sune utkom 2007 och är den 24:e boken i Suneserien av de svenska författarna Anders Jacobsson och Sören Olsson.

## Bokomslaget
Bokomslaget visar Sune och katter.

## Handling
Familjen Anderssons katt Persson har dött, och alla tycker det är tråkigt, även om katten de senaste åren mest legat och sovit. Nu funderar de på att skaffa hund, och man testar först genom att vara hundvakt en helg. Men den hund man tror skall vara en liten Chihuahua visar sig vara en stor Grand danois, och de visar sig inte vara några hundmänniskor. I stället välkomnar man en Blå Kongokatt.
Sune skall också ha party, och tjusa tjejerna.

### Fotnoter
1. ↑  ”Fy katten, Sune!” (på engelska). Worldcat. 11 mars 2007. https://www.worldcat.org/title/fy-katten-sune/oclc/185219546&referer=brief_results. Läst 29 mars 2015.